# دیوید هانی‌بوی ادواردز
دیوید هانی‌بوی ادواردز (به انگلیسی: David Honeyboy Edwards) (زادهٔ ۲۸ ژوئن ۱۹۱۵-درگذشتهٔ ۲۹ اوت ۲۰۱۱) خواننده و گیتاریست سبک دلتا بلوز بود.
ادواردز طی سال‌های فعالیت هنری‌اش بیش از ۵۰ آلبوم منتشر کرد. او دوست صمیمی رابرت جانسون بود و ادعا می‌کرد در شبی که جانسون بر اثر مسمومیت با ویسکی درگذشت در کنار او حضور داشته‌است.
ادواردز در سال ۲۰۰۴ به‌همراه پاین‌تاپ پرکینز، هنری تاون‌سند و رابرت لاک‌وود جی‌آر.-تنها هنرمندان دلتا بلوز بازمانده از قرن پیشین- به اجرای یک تور موسیقی در آمریکا پرداختند. اما ۲ سال بعد لاک‌وود در ۹۱ سالگی و تاون‌سند در سن ۹۶ سالگی درگذشتند. از دسامبر سال ۲۰۰۹ هانی‌بوی ۹۴ ساله به‌همراه دوست نزدیک‌اش پاین‌تاپ پرکینز (۹۶ ساله) شروع به برگزاری یک تور موسیقی در سطح کشور آمریکا کردند.
ادواردز در ۳۱ ژانویهٔ ۲۰۱۰ «جایزهٔ گِرَمی یک عمر فعالیت هنری» را دریافت کرد. او حدود ساعت ۳ بامداد ۲۹ آگوست ۲۰۱۱ بر اثر عارضهٔ قلبی در خانه‌اش درگذشت.

## نگارخانه

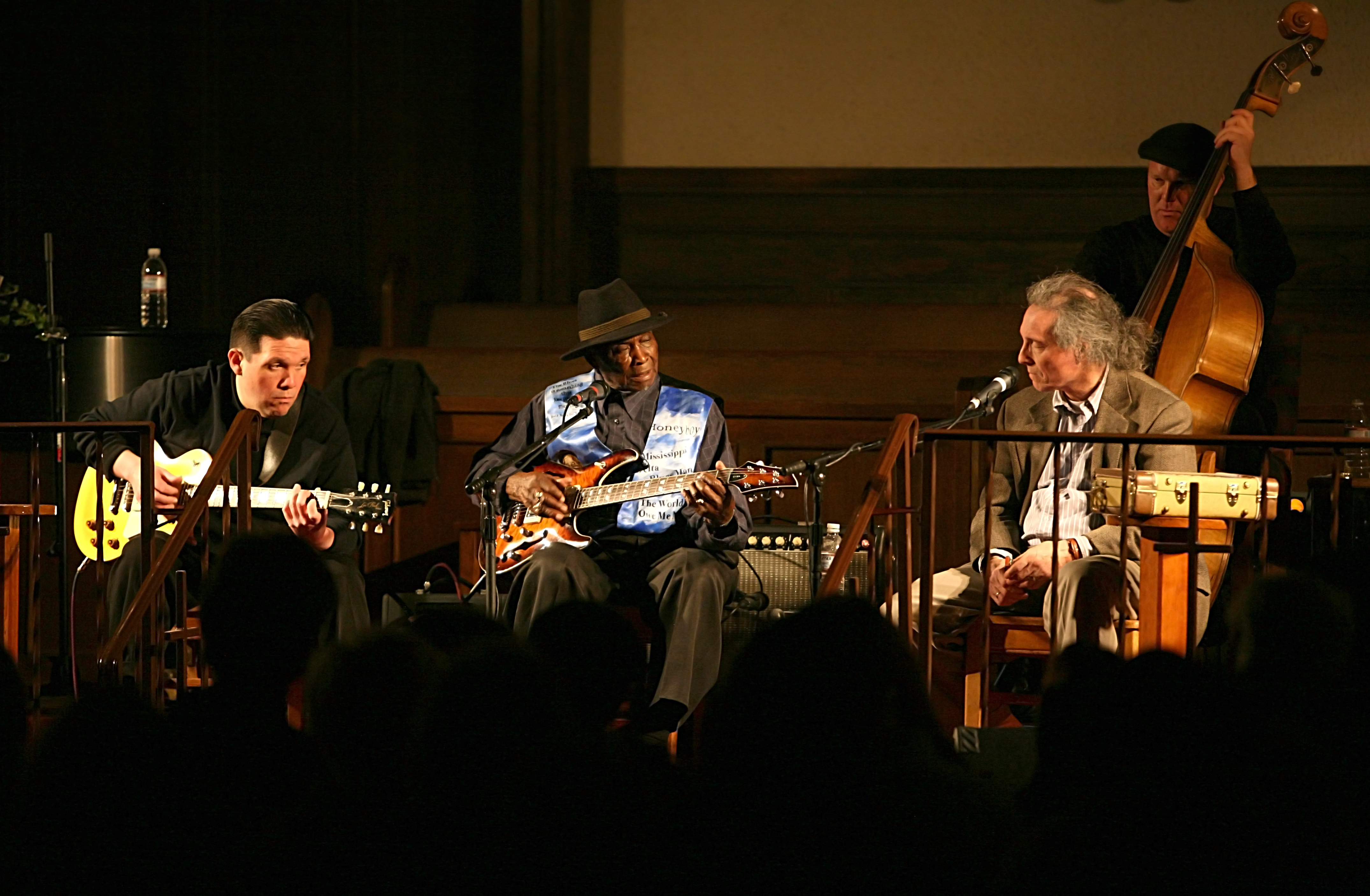
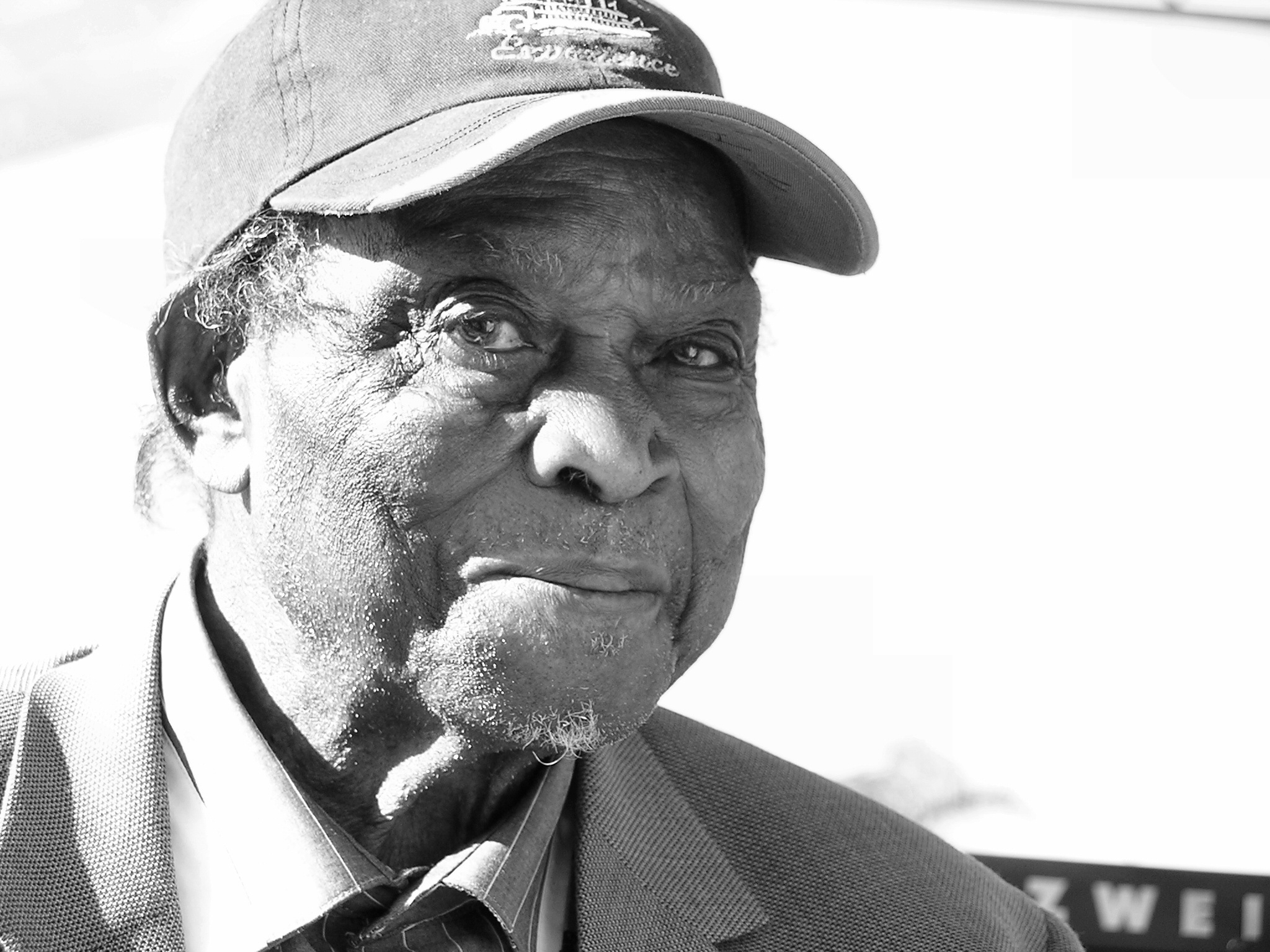
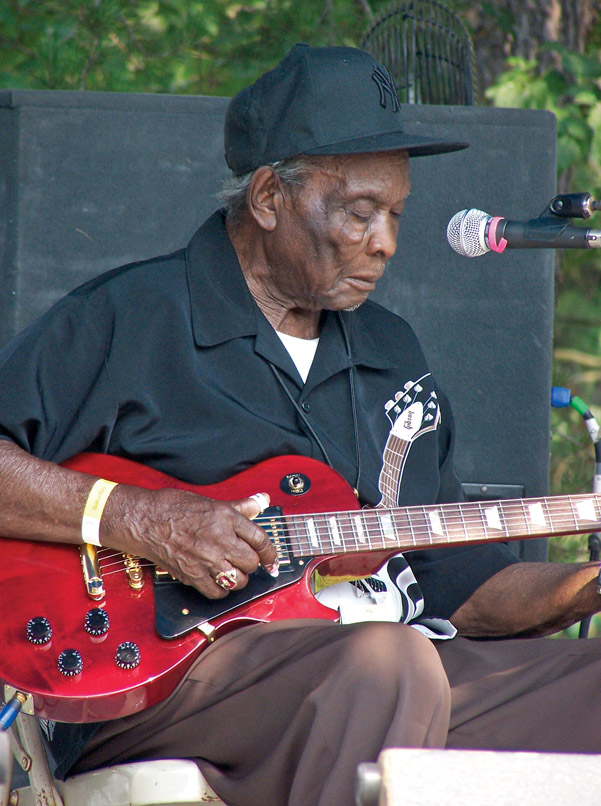
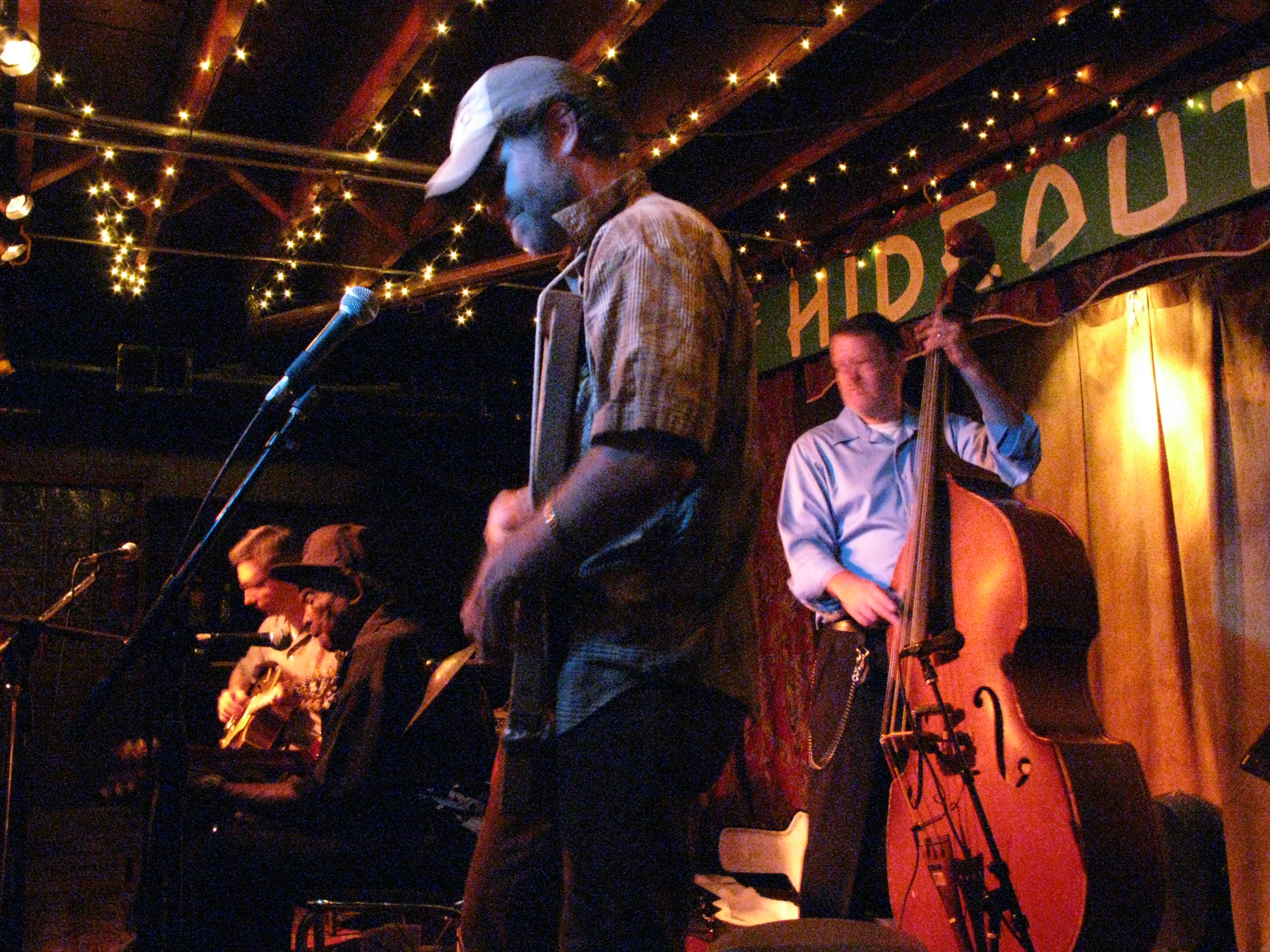